# Hamdija Pozderac
Hamdija Pozderac (Cazin, 15. siječnja 1924. – Sarajevo, 6. travnja 1988.), bosanskohercegovački sociolog i političar. Bio je jedan od najznačajnijih i najutjecajnijih bošnjačkih osoba 20. stoljeća. Smatra se ocem bošnjačke nacije i prvom žrtvom velikosrpske agresije na Bosnu i Hercegovinu. Brat je Hakiji i Sakibu Pozdercu.

## Životopis
Potječe iz muslimanske obitelji Mehmeda (Mehe) i Safije Pozderac. Imao je tri brata (Hakiju, Sakiba i Ismeta), te četiri sestre (Bekiru, Fatimu, Hasniju i Zuhru). Još za vrijeme srednjoškolskog obrazovanja uključio se u rad tada ilegalne organizacije SKOJ-a, a u tokove narodnooslobodilačkog rata se uključio 1941. godine, te obavljao niz važnih funkcija i vojnih dužnosti. U 8. krajiškoj narodnooslobodilačkoj udarnoj brigadi bio je sekretar bataljonskog i brigadnog komiteta SKOJ-a, a zatim član Oblasnog komiteta USAOJ-a i SKOJ-a za Bosansku krajinu. Početkom 1944. godine postao je sekretar Okružnog komiteta SKOJ-a i član Okružnog komiteta KPJ Bihać. 
Poslije rata je obavljao niz partijskih i državnih dužnosti. Završio je Visoku partijsku školu u Moskvi, te Filozofski fakultet u Sveučilišta u Beogradu 1959. godine. Od 1961. godine predavao je opću sociologiju na Fakultetu političkih znanosti u Sarajevu. Od 1965. godine je bio član Centralnog komiteta Saveza komunista Bosne i Hercegovine. Bio je poslanik Prosvjetno-kulturnog vijeća Skupštine SR BiH, a od 1971. do 1974. predsjednik Narodne skupštine Bosne i Hercegovine. Bio je član Izvršnog komiteta Centalnog komitete SKBiH i sekretar Sekretarijata, a dugo vremena je bio član Predsjedništva Centralnog komiteta SKJ i predsjedatelj Predsjedništva Centralnog komiteta SKBiH od 1982. do 1984. godine. Na kraju svoje političke karijere bio je i član Predsjedništva SFRJ od 1986. do 1987. godine, a kada je trebao biti izabran za predsjednika Predsjedništva bio je prisiljen da da ostavku zbog umiješanosti u Aferu Agrokomerc. Nakon toga se povukao iz političkog života SFR Jugoslavije. 
Prve pukotine u bosanskohercegovačkom političkom bloku pojavljuju se pogibijom Džemala Bijedića 1977. godine. No, problemi za Bosnu i Hercegovinu počinju nakon smrti Josipa Broza Tita i skorog dolaska Slobodana Miloševića na vlast kao i njegove pozicije neograničene moći. 
Već sljedeće godine počinje potkopavanje političkog jedinstva Bosne i Hercegovine. Godine 1987. dolazi do Afere Agrokomerc, koja je znatno pogodila rukovodstvo SR BiH. Poduzeće Agrokomerc izdavalo je mjenice bez pokrića. Fikret Abdić, Hakija Pozderac, Ibrahim Mujić i drugi su uhićeni pod optužbom kontrarevolucionarnog djelovanja prema članu 114. Kaznenog zakona SFRJ. Mediji u SR Srbiji opširno su izvještavali o toj aferi. Jedan od glavnih zagovarača, koji su zahtijevali ostavku Hamdije Pozderca, bio je Vojislav Šešelj. Hamdija Pozderac je podnio ostavku 12. rujna 1987. godine. Nakon što su njegova braća izgubila politički utjecaj, Sakib Pozderac koji je bio general Teritorijalne obrane BiH od 1986. do 1988. godine biva uklonjen se s položaja.
Uklanjanje Hamdije Pozderca s političke scene SFR Jugoslavije, može se dovesti u vezu s njegovim insistiranjem, kao predsjednika Ustavne komisije Skupštine Jugoslavije, na ne mijenjanju osnovnih načela Ustava iz 1974. godine, koja bi značila ukidanje autonomije za autonomne pokrajine Vojvodinu i Kosovo. Često je bio meta velikosrpskih krugova, pa se smatra, da je bio žrtva političkog obračuna u osvit agresije na Bosnu i Hercegovinu, s jasnim ciljem slabljenja zemlje. Tako je Vojislav Šešelj još 1979. napadao Hamdiju Pozderca, nakon što je navodno otkrio plagijat u jednom magistarskom radu. Šešelj je kasnije izjavio da je time želio skrenuti pozornost Centralnog komiteta SKJ od Nenada Kecmanovića.
Hamdija Pozderac preminuo je 6. travnja 1988. godine u Sarajevu. Njegova smrt još uvijek se smatra nerazjašnjenom, pogotovo zbog događaja koji su uslijedili nakon njegove smrti kada je uslijedila takozvana afera Neum. Tada je uklonjen još jedan dio političara koji su tijekom 1970-ih i 1980-ih snažno radili na afirmaciji Bosne i Hercegovine. 
Danas se sjećanje na Hamdiju Pozderca čuva i u nazivu jedne sarajevske ulice s njegovim imenom.

## Rušenje Pozderca
Hamdija Pozderac je podržao proces protiv "muslimanskih intelektualaca" iz 1983. godine, s Alijom Izetbegovićem kao prvooptuženim. Interesantno je da je Pozderac označavan kao fundamentalista od istih srbijanskih desničara koji su pisali peticiju da se "muslimanski intelektualci" puste iz zatvora i da je Vojislav Šešelj koji ga je mrzio preko svoje izdavačke kuće "Srpska reč" tiskao Izetbegovićevu Islamsku deklaraciju.
Godine 1987. Afera Agrokomerc je bila maska za udar na Hamdiju Pozderca. Proces protiv ravnatelja Agrokomerca Fikreta Abdića koji je obuhvatio i Hamdijinog brata Hakiju, uzdrmao je cijelu Jugoslaviju. Prema uputama iz Beograda, bosanskohercegovački su čelnici tražili da Hamdija podnese ostavku, što je odbijao, tvrdeći da nije kriv. Na pauzi sjednice Centralnog komiteta SKBiH na kojoj je Pozderac odbijao dati ostavku, pozvan je u ured predsjedavajućeg Milana Uzelca.
Nijaz Duraković je kobni dijalog opisao riječima: "Kada je izašao iz njegovog kabineta, Hamdija je bio blijed kao krpa i jedva je došao do govornice da bi rekao kako podnosi ostavku. Ne znam na koji je način Pozderac slomljen... Znam da je policija u to vrijeme prisluškivala većinu funkcionera. Uvjeren sam da su prisluškivali i Hamdiju. Tada sam se jedini put u životu stvarno prepao: ko stvarno vlada državom, ako se ne vjeruje prvom čovjeku te države?!"
Hakija Pozderac je neposredno pred početak rata novinaru Senadu Avdiću ispričao što se tog dana dogodilo u Sarajevu: "Toga dana sam bio kod Hamdije kući i dogovorili smo se da idemo ručati na Stojčevcu. Hamdija je rekao da će na petnaestak minuta skoknuti do Milana Uzelca. Bio je prilično veseo kada je otišao. Ali, nije se vratio ni za petnaest minuta, ni za sat, ni za dva, ni za tri. Nakon pet-šest sati vratio se sav skršen. Trebalo mu je pola sata da se sabere i ispriča šta se desilo. A desilo se to da ga je Uzelac optuživao za Agrokomercove mućke i vezu s Fikretom (Abdićem). Kada bi Hamdo rekao da to nije tačno, Uzelac mu je puštao snimke razgovora. 'Pa bolan, Milane, jeste li vi to mene svugdje prisluškivali, i u kući, i u kabinetu u Beogradu, i u kafani?' 'Jesmo', odgovorio je Uzelac, 'svugdje smo te prisluškivali' 'I u hali?', pitao je Hamdo. 'I u hali' kazao mu je Uzelac. 'E pa nađi tu traku iz hale da čuješ kako pravi Krajišnik prdi!', rekao je Hamdija i napustio zgradu Centalnog komiteta."

## Priznanja
- Partizanska spomenica 1941.
- Orden za hrabrost
- Orden zasluga za narod
- Orden bratstva i jedinstva sa zlatnim vijencem
- Orden Republike
- Orden jugoslavenske zastave s lentom
- Orden junaka socijalističkog rada
- Nagrada ZAVNOBiH-a

## Djela

### Autor
- Stvaranje i razvoj Socijalističke Republike Bosne i Hercegovine (Sarajevo, 1975)
- Prilog proučavanju nacionalnih odnosa i socijalističkog zajedništva (Sarajevo, 1978)
- Nacionalni odnosi u socijalističkom samoupravnom društvu (Beograd, 1980)
- U kontinuitetu revolucije (Sarajevo, 1980)
- Dogovaranje i sporazumevanje u federaciji (Sarajevo, 1981)
- Savez komunista vodeća snaga društva (Sarajevo, 1984)
- U susret Trinaestom kongresu SKJ (Banja Luka, 1985)
- O aktuelnim pitanjima političkog sistema (Beograd, 1985)
- Od istorijske ka konkretnoj inicijativi: putevi osavremenjavanja, demokratizacije odnosa i efikasnosti djelovanja Saveza komunista u jugoslovenskom društvu (Sarajevo, 1986)
- Državnost i nacionalnost BiH (Bihać, 2008)

### O Pozdercu
- Afera Agrokomerc i smrt Hamdije Pozderca (Sarajevo, 2008) – Muhamed Filipović
- Hamdija Pozderac - žrtva vremena (Sarajevo, 2010) – Safet Hrnjica

## Vanjske povezice
- Tri decenije od smrti / Je li Hamdija Pozderac ubijen u osvit agresije na BiH?
- Hamdija Pozderac, žrtva nacionalista[neaktivna poveznica]